# Milner Award
Royal Society Milner Award, formellt Royal Society Milner Award and Lecture, är ett pris som årligen delas ut av Royal Society, ett Londonbaserat akademi, för "enastående prestation inom datavetenskap av en europeisk forskare". Priset finansieras av Microsoft Research och är uppkallat efter Robin Milner, en pionjär inom datavetenskap som bland annat utvecklade programsspråket ML.
Mottagarna bör vara aktiva forskare inom datavetenskap som antingen är européer eller har bott i Europa i minst 12 månader innan de nomineras. Vinnarna får en bronsmedalj och ett personligt pris på 5 000 pund och bjuds in att hålla en offentlig föreläsning om sin forskning på akademin. Rådet för Royal Society väljer mottagare på rekommendation av Milner Award Committee. Kommittén består av Fellows of the Royal Society, medlemmar av Académie des sciences (Frankrike) och medlemmar av Leopoldina (Tyskland).
Föregångaren till Milner Award var Royal Society och Académie des sciences Microsoft Award vilket belönade forskare i Europa för framsteg inom vetenskap med hjälp av beräkningsmetoder. Det varade från 2006 till 2009 tills det ersattes med det nuvarande priset. ACM SIGPLAN Robin Milner Young Researcher Award är ett liknande pris belönat för enastående bidrag från unga utredare inom programsspråk.

## Pristagare
Inledningsvinnaren Gordon Plotkin fick sitt pris 2012 men höll sin offentliga föreläsning 2013, samma år som Serge Abiteboul. År 2018 blev Marta Kwiatkowska den första kvinnliga mottagaren av priset. Trots att 2019 års prismottagaren Eugene Myers är amerikansk flyttade han till Dresden, Tyskland, 2012 för att bli chef för Max Planck Institute of Molecular Cell Biology and Genetics, och uppfyllde därmed kriterierna för en forskare som är europeisk eller har levt i Europa i minst 12 månader. På grund av smittskyddsåtgärder till följd av covid-19 hölls 2020-föreläsningen som ett Zoom- webbkonferens.
| År   | Bild | Mottagare          | Nationalitet      | Citat | Referenser |
| ---- | ---- | ------------------ | ----------------- | --- | ---------- |
| 2012 |      | Gordon Plotkin     | Brittisk          | För "hans grundläggande forskning om programmeringssemantik med varaktig inverkan på både principerna och utformningen av programmeringsspråk"                                                                  | [ 11 ]     |
| 2013 |      | Serge Abiteboul    | Fransk            | För "hans världsledande databasforskning med betydande vetenskaplig och industriell inverkan" | [ 12 ]     |
| 2014 |      | Bernhard Schölkopf | Tysk              | För "att vara en pionjär inom maskininlärning vars arbete definierade området" kärnmaskiner "som används i stor utsträckning inom alla vetenskapliga och industriella områden"                                  | [ 13 ]     |
| 2015 |      | Thomas Henzinger   | Österrikisk       | För "hans grundläggande framsteg inom teorin och praktiken av formell verifiering och syntes av reaktiva, realtids- och hybriddatasystem"                                                                       | [ 14 ]     |
| 2016 |      | Xavier Leroy       | Fransk            | För "hans exceptionella prestationer inom datorprogrammering som inkluderar design och implementering av OCaml-programmeringsspråket"                                                                           | [ 15 ]     |
| 2017 | -    | Andrew Zisserman   | Brittisk          | För "hans arbete med beräkningsteori och kommersiella system för geometriska bilder och som en pionjär inom maskininlärning för vision"                                                                         | [ 16 ]     |
| 2018 |      | Marta Kwiatkowska  | Polsk             | För "hennes bidrag till den teoretiska och praktiska utvecklingen av stokastisk och kvantitativ modellkontroll"                                                                                                 | [ 17 ]     |
| 2019 |      | Eugene Myers       | Amerikansk        | För "hans utveckling av beräkningstekniker som har infört genomsekvensering i daglig användning, underbyggt viktiga biologiska sekvenseringsverktyg och gjort storskalig analys av biologiska bilder praktiska" | [ 18 ]     |
| 2020 | -    | Cordelia Schmid    | Fransk            | För "hennes arbete med datorsyn och hennes grundläggande bidrag till representationen av bilder och videor för visuellt igenkänning"                                                                            | [ 19 ]     |
| 2021 |      | Zoubin Ghahramani  | Brittisk / iransk | För "hans grundläggande bidrag till probabilistisk maskininlärning" | [ 20 ]     |
| 2022 | -    | Yvonne Rogers      | Brittisk          | För "bidrag till människa-dator interaktion och utformningen av människocentrerad teknik" | [ 21 ]     |